# Dhuburi (distrikt)
Dhuburi är ett distrikt i Indien.   Det ligger i delstaten Assam, i den östra delen av landet, 1 300 km öster om huvudstaden New Delhi. Antalet invånare är 1 949 258.
Följande samhällen finns i Dhuburi:
- Dhuburi
- Bilāsipāra
- Gauripur
- Chāpar
- Sapatgrām
- Golakganj
- Latabāri